# Myrioblephara proximata
Myrioblephara proximata là một loài bướm đêm trong họ Geometridae.